# 1192 Prisma
1192 Prisma (1931 FE) là một tiểu hành tinh vành đai chính được phát hiện ngày 17 tháng 3 năm 1931 bởi Friedrich Karl Arnold Schwassmann ở Bergedorf.